# أرخبيل كودياك
أرخبيل كودياك (بالإنجليزية: Kodiak Archipelago)‏ هو مجموعة جزر في جنوب ولاية ألاسكا في الولايات المتحدة الأمريكية. وأكبر جزيرة في الأرخبيل هي جزيرة كودياك، التي تعتبر ثاني أكبر جزر الولايات المتحدة الأمريكية.

## موقعه
تبعد حوالي 405 كم عن العاصمة أنكوراج في خليج ألاسكا.

## مساحته
يبلغ طول الأرخبيل 285 كم وعرضه 108 كم، بدءا من جزر بارن في شمال جزيرة تشيريكوف، ومجموعة جزر سيميدي في الجنوب.
تبلغ مساحة جزر الأرخبيل 13890 كم مربع.
إداريا يتبع الأرخبيل دائرة جزيرة كودياك.

## جزر أرخبيل كودياك
- أفوغناك – ثاني أكبر جزيرة.
- أياكتاليك
- بان
- جزر بارن (وهي في الشمال): (أوشاغات – نورد – إيست أماتولي – ويست أماتولي).
- تشيريكوف (في الجنوب)
- دارك
- جزر غيز
- جزيرة كودياك – أكبر جزر الأرخبيل
- مارموت
- نير
- رابسبيري
- جزر سيميدي – في الشمال : (أغيوك – أنوويك – تشوفيت – كاتيكوك – كيليكتاغيك )
- شويوك
- سيتكاليداك
- سبروس
- ساندستروم
- جزر ترينيتي (توغيداك – سيتكيناك)
- توهادد
- أوغاك
- ويل
- وودي